# لبلية (مسلسل)
لبلية هو مسلسل تلفزيوني درامي جزائري عُرض لأول مرة في رمضان 1446 هـ (2025) على قناة الجزائرية الباهية. يحكي عن قضايا حياتية معقدة تلامس شريحة واسعة من المشاهدين، مسلطًا الضوء على الصراعات اليومية التي يواجهها الأفراد، سواء كانت اجتماعية، اقتصادية، أو نفسية.

## الممثلون
البطولة
- عزدين بورغدة
- حسن نصر الله العيادي
- محمد دين الهناني
- مراد محمد مولاي ملياني
- عبد الإله جدة
- محمود عبدالقادر بالخضر
- سمير مزوري
- إكرام منارة شايلا
- فتيحة وراد
- محمد تيكرات

وعدة نجوم وممثلين جزائريين